# Az ellopott futár
Az ellopott futár Rejtő Jenő P. Howard álnéven írt 1941-ben megjelent humoros bűnügyi regénye.

## Történet
A casablancai kikötőnegyed kemény lakói közé egy napon magányos kamaszlány érkezik. Prücsök szeretné elérni, hogy bebörtönzött édesapja perét újratárgyalják, mert Prücsök szerint apja ártatlan a gyilkossági ügyben és szabálytalan volt, hogy nem tartottak helyszíni szemlét a bűnügy helyszínén. Mervin kormánybiztoshoz, a város és Észak-Afrika korlátlan hatalmú urához azonban többszöri kísérlete ellenére sem sikerült bejutnia. A lánynak a tiszti kaszinóban rendezett bálban sikerül találkoznia doktor Mervinnel. Prücsök vitáját a kormánybiztossal többen nyomon követték, köztük Deboulier százados is, akit diplomáciai futárként egy bennszülött uralkodóhoz küldenek. 
Mervin, a kikötői negyed lakóinak közreműködésével utólagos helyszíni szemlét tart, és közben rájön, hogy ő maga volt a hibás, amikor ezt korábban elmulasztotta, és a bebörtönzött vádlott valójában ártatlan.

## Szereplők
- Prücsök, 16 éves lány
- Szivar, komor apacs, fenegyerek
- Babette anyó, halárus, Prücsök nála lakik
- Kirúg Hümér, kancsal kocsmáros
- Ész Lajos, más néven Álmos Elefánt
- Rita Kamélia
- Mervin kormánybiztos (korábban vizsgálóbíró)
- Deboulier százados
- Korn Atya
- Részes Mandarin
- Kicsit Bob
- Schulteisz, az Ikrek
- Horog Bele, a Jelölt
- Kmetter Bubi
- Rongy Aurél kapitány
- Mathias, a hullaszállító autó sofőrje
- André Decoux orvos, Prücsök apja
- Roppant Manó
- Gomb Riza (akinek buta babaszeme van)
- Mambiktu király

## Adaptációk
- Hangoskönyv: Az ellopott futár (előadó: Kovács Patrícia, Kossuth–Mojzer, 2009)[1]
- Színházi előadás, 2014: Az ellopott futár, rend. Silló Sándor (bem. 2014. november 8., Móricz Zsigmond Színház, Nyíregyháza)[2]